# Hedeoma costata
Hedeoma costata är en kransblommig växtart som beskrevs av William Botting Hemsley. Hedeoma costata ingår i släktet Hedeoma och familjen kransblommiga växter.

## Underarter
Arten delas in i följande underarter:
- H. c. costata
- H. c. pulchella